# Mazères-Campeils
Mazères-Campeils est une ancienne commune du Gers. En 1821, elle est rattachée, avec Lagouarde, à la commune de Lartigue.

## Géographie

### Localisation
Mazères-Campeils se situe en Gascogne, dans l'Astarac, au sein de la commune de Lartigue.

## Toponymie
Lors de la Révolution, Mazères-Campeils a été temporairement renommée Mont-Joly.

## Histoire
La commune faisait partie du canton de Saramon. En 1821, Mazères-Campeils est fusionnée au sein de la commune de Lartigue. En 2014, Lartigue est transférée au canton d'Astarac-Gimone.

## Population et société

### Démographie
| 1793 | 1800 | 1806 | 1821 |
| ---- | ---- | ---- | ---- |
| 122  | 119  | 129  | 116  |

## Culture locale et patrimoine

### Lieux et monuments
- Église, inscrite aux MH[4]
- Pigeonnier, inscrit aux MH[5]